# Luis Orrego Luco
Luis Orrego Luco (Santiago de Chile, 18 de mayo de 1866-3 de diciembre de 1948) fue un político, abogado, novelista y diplomático chileno.

## Infancia y estudios
Hijo de Antonio Lucas Orrego Garmendia, empresario que introdujo el uso de la cera en Chile, y de Rosalía Luco León de la Barra. Hermano menor de Augusto y Alberto Orrego Luco. Hizo sus estudios en el Instituto Breideistein, Suiza, en el Colegio Inglés de Radford y en el Instituto Nacional, en Santiago. Estudió Derecho en la Universidad de Chile.

## Cronista y redactor
A pesar de haberse titulado de abogado (1887), Luis Orrego Luco se dedicó principalmente a escribir. Fue ensayista, novelista, periodista e historiador, perteneciente a la llamada "Generación del 900". En 1884 obtuvo un premio en un certamen literario de la Universidad de Chile. 
Sus inicios en el periodismo los hizo como cronista y luego como redactor del diario La Época, de Santiago. Colaboró con sus escritos en más de once diarios y publicaciones: La Libertad Electoral, el diario Los Lunes y la Revista Artes y Letras. En 1889 se hizo cargo de la redacción política del diario radical El Sur de Concepción. 
Fundó el diario La Mañana y fue el editor de la revista Selecta, fundada en 1909.

## Escritor
Entre sus novelas, se destacan:
- "Un idilio nuevo" (1892)
- "Santiago" (1900)
- "Casa grande" (1908)
- "En familia; recuerdos del tiempo viejo" (1912)
- "A través de la tempestad: Recuerdos del tiempo viejo: La revolución de 1891" (1914)
- "Tronco herido: Escenas de la vida en Chile" (1929)
- "Playa Negra: Escenas de la vida en Chile" (1947).

Su gran éxito, inédito para la época, lo logró sin embargo con la novela "Casa grande" (1908), en donde hace un retrato claro y complejo de la clase alta chilena.
A estas novelas, se deben añadir los ensayos:
- "El gobierno local y la descentralización (Europa - Estados Unidos - Chile)" (1890)
- "Páginas americanas: novelas" (1892)
- el conjunto de narraciones "Pandereta (España)" (1896)
- "Los problemas internacionales de Chile: la cuestión peruana" (1901)
- "Los problemas internacionales de Chile: la cuestión argentina. La Patagonia hasta el tratado de 1881 y negociaciones posteriores" (1902)
- "Chile contemporáneo" (1904)
- "Episodios nacionales de la Independencia de Chile - 1810 - Memorias de un voluntario de la Patria Vieja" (1905)
- y los cuentos en "La vida que pasa" (1918).